# 上海宋庆龄故居
上海宋庆龄故居位于上海市徐汇区淮海中路1843号，是中华人民共和国名誉主席宋庆龄于1948年以后在上海的住所。该住所最早由一名希腊船主于二十世纪二十年代修建，后来为朱博泉所购，抗日战争结束后被南京国民政府收归国有，并于1948年拨给宋庆龄居住。该房屋为砖木混凝土结构，外形为船型假三层。2001年，上海宋庆龄故居被列为全国重点文物保护单位。

## 历史
上海宋庆龄故居始建于二十世纪二十年代初期，最早是希腊船主鲍尔建造的私人别墅，其门牌号为霞飞路1803号。此后该建筑归德国华侨威未起所有。1940年7月，威未起将此住宅售卖给银行家朱博泉。1945年，抗日战争胜利后，霞飞路被改为林森中路，该建筑的门牌号也随之更改。南京国民政府认定朱博泉有汉奸嫌疑，该处房产被南京国民政府收归国有。此后该建筑先是为蒋纬国所使用，后交国民党中央信托局苏浙皖区敌伪产业清理处管辖，被改为中央信托局招待所，由美国经济合作总署驻华代表赖普汉居住。1948年，根据蒋介石的手谕，该处房产被拨归宋庆龄居住，房屋产权也一并划归宋庆龄。同年春，宋庆龄从靖江路45号（今桃江路45号）迁居至此。中华人民共和国成立后，林森中路被改名为淮海中路，而林森中路1803号也被更改为淮海中路1843号，而该处建筑成为宋庆龄在上海从事国务活动的主要场所之一，宋庆龄曾在该处住所接受中共中央和毛泽东、周恩来邀请赴京参加全国首届政协会议，担任政府副主席，并曾在此会见过毛泽东、刘少奇、朱德、周恩来、董必武等中国共产党和中华人民共和国国家领导人，以及金日成、伏罗希洛夫、西哈努克、苏加诺、吴努、班达拉奈克夫人等外国国家元首和政府首脑，还有国际妇联等许多外国朋友。此外这里还曾举行过保卫世界和平运动和中国福利会的许多重大活动。二十世纪五十年代初期，供宋庆龄身边工作人员办公之用的辅楼在主楼边被建造完成。

## 结构
上海宋庆龄故居是一幢白色的西式建筑，整幢建筑由德国设计师设计，砖木混凝土结构，船形假三层，建筑面积700平方米，占地面积4333平方米。底层是过厅、客厅、餐厅和书房，其中客厅北墙正中挂有孙中山的遗像，南面墙上有毛泽东在1961年来看她时的留影，北面陈列着一台当年上海市政府赠送的中国第一代组合音响。客厅西面是餐厅，墙上挂着宋庆龄母亲的油画像，厅内陈设着许多外宾赠送的礼品，其中有印度尼西亚总统苏加诺赠送的铜剑和挂盘，朝鲜劳动党总书记金日成赠送的“春香传”刺绣，尼泊尔国王马亨德拉赠送的金银器摆件。客厅东侧为书房，内有中、英、法、俄文等书籍共计4000余册。楼上是卧室和工作室，卧室内是一套老式的柚木家具，有大橱、五斗橱、梳妆台、大床，都是早年父母送给宋庆龄的嫁妆。大橱内放着宋庆龄生前穿的衣服。墙上挂有1915年宋庆龄与孙中山结婚时的照片，壁炉上放着孙中山用过的座钟，指针停在宋庆龄去世时的时刻20时18分。卧室东侧是工作室，墙上挂有宋庆龄和毛泽东、周恩来、陈毅、张闻天1956年在中南海的合影。从工作室穿过内阳台是李燕娥的卧室，该卧室里挂着一幅1920年宋庆龄和孙中山的合影，照片上有宋庆龄的亲笔题词：“送给李燕娥同志纪念”。楼前草坪宽广，楼后种植有大量的花木，长方形的大院环种常青樟树。屋后饲养有鸽群。

## 保护

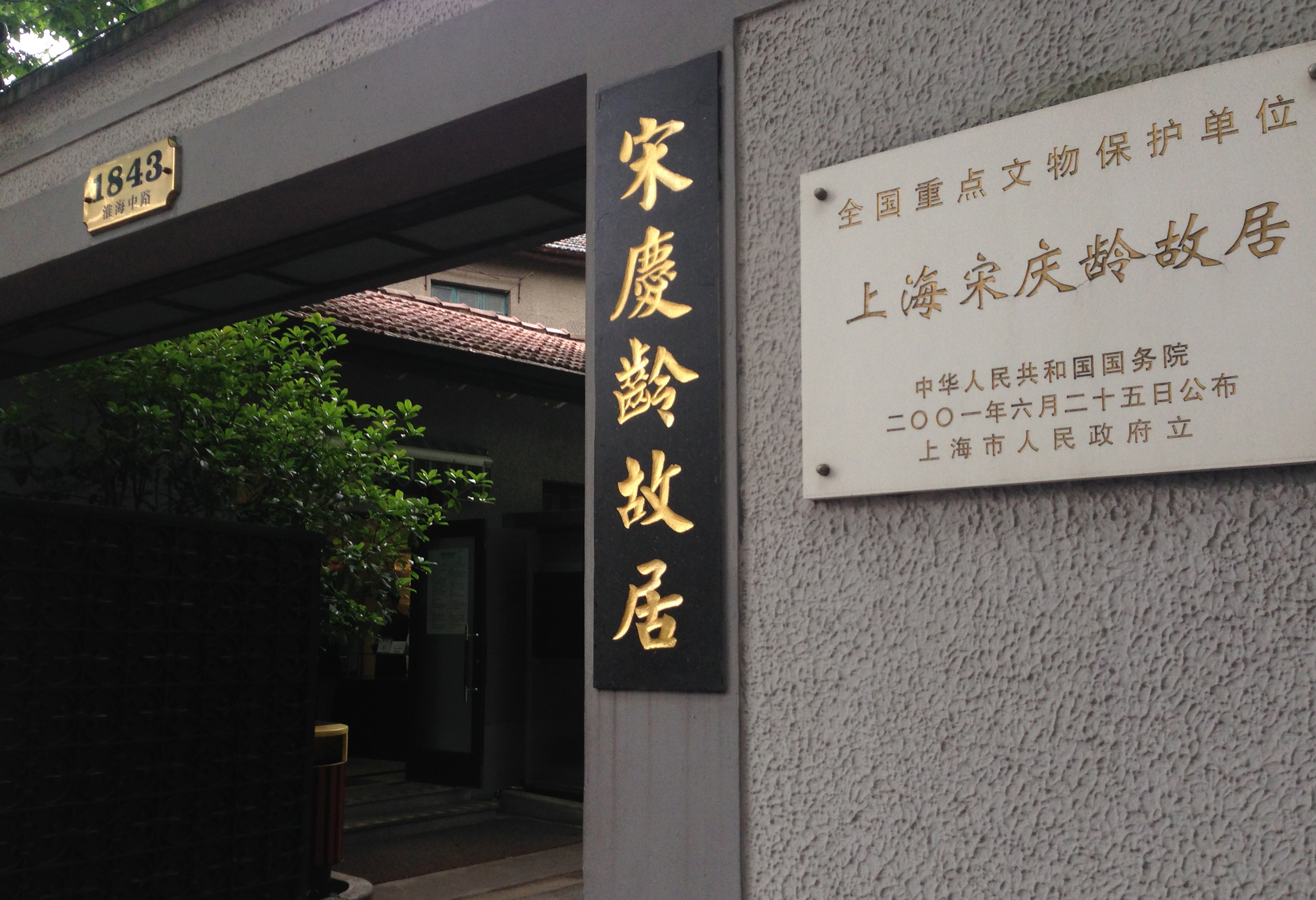
宋庆龄故居是中国国务院公布的全国重点文物保护单位

宋庆龄逝世后，上海宋庆龄故居于1981年10月9日正式建成纪念馆，实行内部开放，其中的展品和摆设方式全部按照宋庆龄生前原样布置。1981年10月22日，上海宋庆龄故居被上海市人民政府公布为上海市文物保护单位。1988年，主楼进行首次大修，大修过后基本保持原貌。2001年6月25日，上海宋庆龄故居被国务院公布为第五批全国重点文物保护单位。2003年，上海宋庆龄故居被上海市人民政府命名为上海市爱国主义教育基地。2006年和2018年進行第二、三次修繕。